# 羊毛袋 (貴族院)

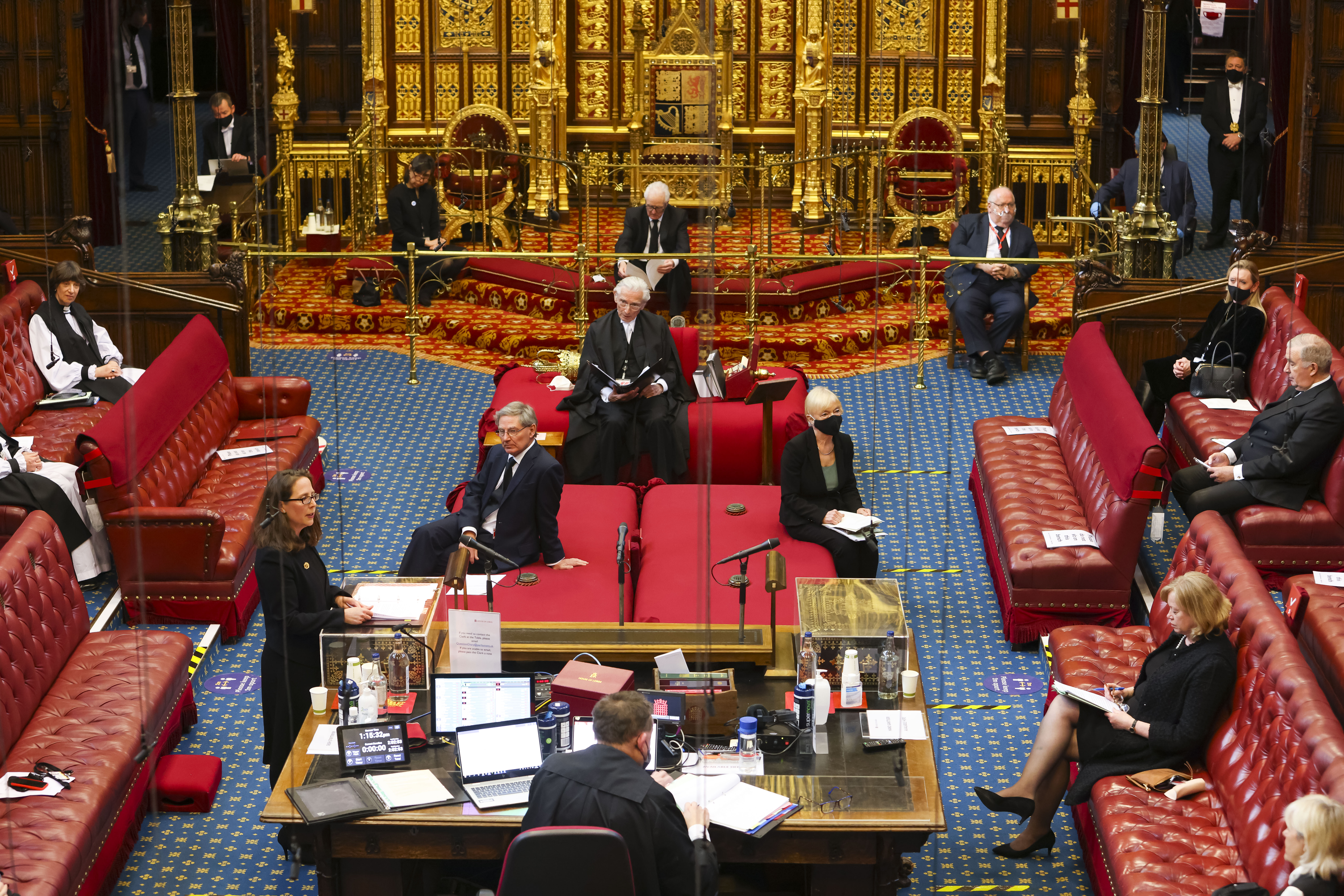
貴族院会議の様子、2021年4月12日撮影。中央で正面に向かって座っているファウラー男爵の座席が「羊毛袋」であり、その手前にある2つのクッションが「裁判官の羊毛袋」である。

羊毛袋（ようもうぶくろ、The Woolsack）は、イギリス貴族院における貴族院議長の座席、およびその職自体を指す。2006年までは職務上貴族院議長を務める大法官の座席だった。14世紀のエドワード3世の治世にはすでに羊毛袋が大法官の座席に使われたが、議事規則で正式に規定されたのは1621年のことだった。

## 貴族院での役割
羊毛袋の座席は大きな羊毛詰めクッションであり、赤い布で覆われている。背もたれは通常のソファのような後ろに設けられるものではなく、真ん中に設けられている。肘掛けは設けられていない。開会中、背もたれの後ろには職杖が置かれる。
議会の尊厳と秩序を維持するための規則として、議員は羊毛袋と発言している議員の間、および羊毛袋と秘書官の机の間を通ってはならない。また、開会中に議員の間で話す場合、羊毛袋の後ろで話してはならず、議場から退出する必要がある。また、議長が弁論で発言する場合には羊毛袋の座席から立ち上がり、一議員として発言しなければならない。
議長の羊毛袋の前には2つの、議長のそれよりも大きい羊毛袋があり、「裁判官の羊毛袋」（Judges' Woolsack）と呼ばれる。かつて貴族院が裁判権を有した時代には裁判官が使用したが、現代では議員であれば開会中に使用できる。議会開会式では高等法院首席判事、記録長官、王座部主席裁判官、家事部主席裁判官、大法官部主席裁判官、控訴院裁判官、高等法院裁判官が議会召集令状により召喚され、裁判官の羊毛袋を座席として使用する。最高裁判所裁判官も議会召集令状により召喚されるが、前身にあたる常任上訴貴族と同じく、裁判官の羊毛袋の近くにある座席を使用する。

## 歴史
14世紀のイングランド王エドワード3世（在位：1327年 – 1377年）は大法官が会議中に羊毛袋の上に座るべきだとした。これは中世イングランドの経済における羊毛貿易の重要性を示す出来事であり、羊毛袋の使用はイングランドの富を示すとされる。成文法ではヘンリー8世の治世に制定された1539年貴族院席次順位法で羊毛袋が言及され、議事規則ではジェームズ1世の治世にあたる1621年に定められた。
年月がすぎるにつれ、羊毛の代わりにより安い毛が使用されるようになり、1938年5月には羊毛袋の中身が馬毛になっていることが露見した。これにより羊毛袋が詰め替えられることになったが、結束を示すべく、ブリテン諸島のほか国際羊毛事務局から供給されたイギリス連邦産の羊毛も使用された。
中世イングランドから2006年まで、貴族院の会議進行役は大法官であり、したがって「羊毛袋」の言葉が大法官の職を指すようになった。2006年7月、2005年憲法改革法に基づき貴族院議長の職が大法官から分離すると、羊毛袋の座席は貴族院議長が使用するようになった。

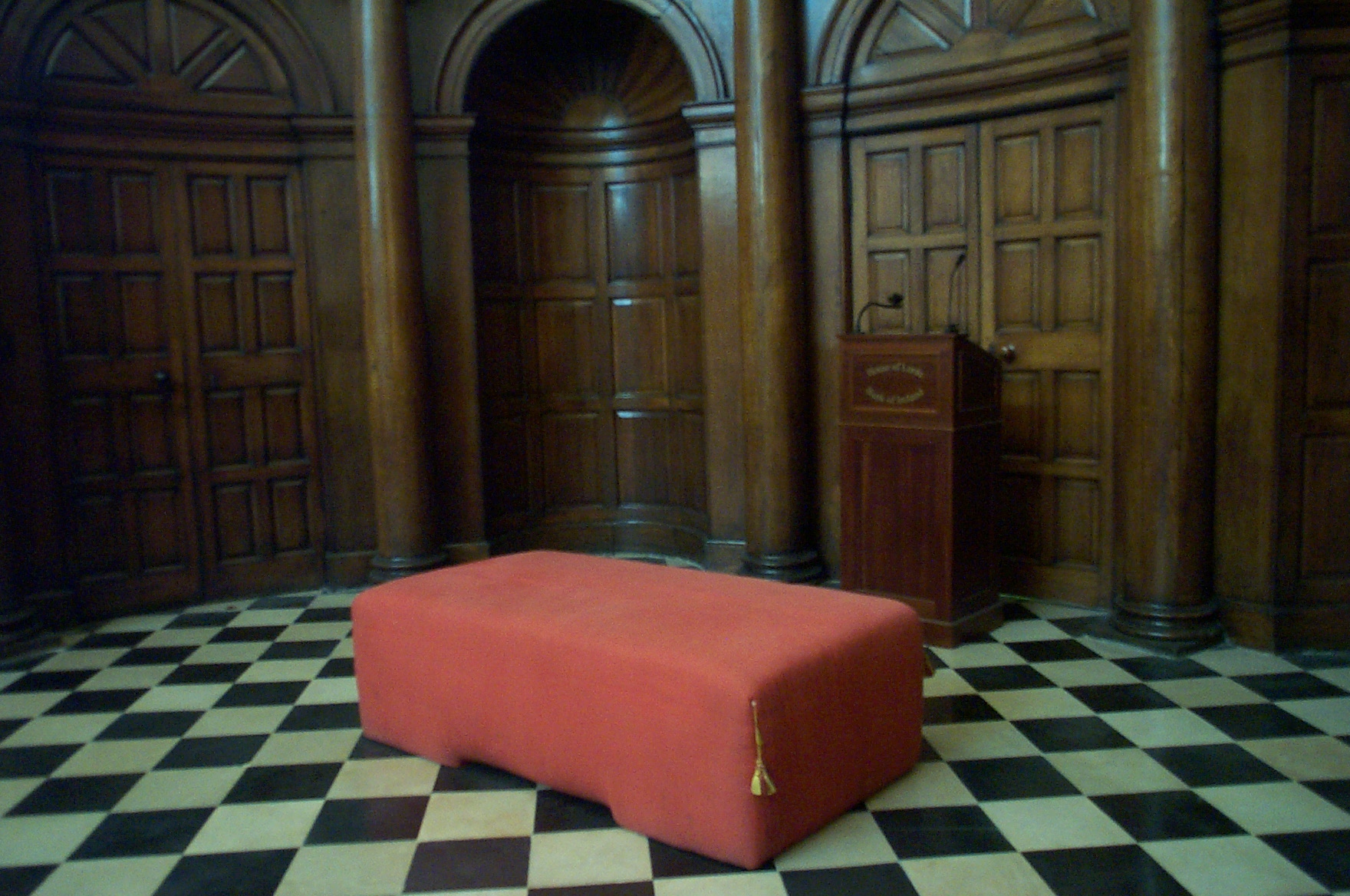
1800年までのアイルランド貴族院にあった羊毛袋。この羊毛袋には背もたれが設けられていない。

カナダ元老院ではかつて裁判官の羊毛袋があった。1949年、ケベック州選出議員ジャン＝フランソワ・プリオットが狭いクッションではカナダ最高裁判所の裁判官7名が「ウニのように」狭い範囲に座るしかないと指摘した結果、裁判官の羊毛袋が廃止され、普通の椅子に変更された。裁判官の羊毛袋自体は保存され、ケベック州ガティノーの倉庫に現存する。

## 関連文献
- Wood, James, ed. (1907). "Woolsack" . The Nuttall Encyclopædia (英語). London and New York: Frederick Warne.
- "Hyde Park Wool For Woolsack". Courier Mail (英語). Brisbane. 16 May 1938. p. 7.

座標: 北緯51度29分55.7秒 西経0度7分29.5秒 / 北緯51.498806度 西経0.124861度